# Boroďanský rajón
Boroďanský rajón (ukrajinsky Бородянський район) byl rajón v Kyjevské oblasti na Ukrajině. Hlavním městem byla Boroďanka a rajón měl přibližně 57 tisíc obyvatel. 18. července 2020 byl začleněn v rámci reformy do nově vzniklého Bučského rajónu.

## Sídla v rajónu
- Babynci
- Boroďanka
- Klavdijevo-Tarasove
- Nemišajeve
- Piskivka